# قرار مجلس الأمن التابع للأمم المتحدة رقم 409
اُعتمد قرار مجلس الأمن التابع للأمم المتحدة رقم 409 بتاريخ 27 مايو عام 1977، وأكد من جديد على القرارات السابقة للمجلس بهذا الشأن وأكد أن السياسات التي أقرها المجلس ستظل قائمة. كما قرر المجلس بموجب الفصل السابع من ميثاق الأمم المتحدة أنه يجب على جميع الدول الأعضاء حظر استخدام الأموال في أراضيهم من قبل رودسيا و/أو المواطنين الرودسيين باستثناء المعاشات التقاعدية. كذلك نص القرار على وجوب نظر اللجنة المنشأة بموجب القرار 253 (الصادر عام 1968) في الاستخدامات الممكنة للمادة رقم 41 من ميثاق الأمم المتحدة. جرى اعتماد القرار بالإجماع دون الحاجة إلى التصويت.